# ویلیام ویکاریو
ویلیام ویکاریو (انگلیسی: Guglielmo Vicario؛ زادهٔ ۷ اکتبر ۱۹۹۶) بازیکن فوتبال اهل ایتالیا است که برای باشگاه تاتنهام بازی می‌کند.
از باشگاه‌هایی که در آن بازی کرده‌است می‌توان به باشگاه فوتبال اودینزه و باشگاه فوتبال ونتزیا و باشگاه تاتنهام هاتسپر اشاره کرد.